# Plataforma continental

Plataforma continental al voltant dels continents, acolorida amb blau clar

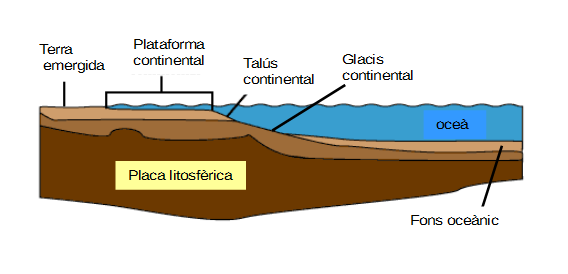
Esquema: placa continental entre la terra emergida i el límit amb el talús continental.

La plataforma continental, també anomenada marge continental, és la zona marginal dels continents coberta per les aigües marines i que, des de la línia de costa, descendeix cap a l’interior de la mar; el seu límit és la isòbata de 200 metres de profunditat. Per exemple, al golf de Sant Jordi, la plataforma continental és d’amplada considerable i de pendís regular i suau. La continuació, mar endins, és un escarpat més o menys abrupte anomenat talús continental. (Sinònims complementaris: plana continental, planura continental, plataforma litoral, pataforma submarina, sòcol continental, sòcol terrestre). Correspon a la superfície terrestre coberta pel mar en contacte amb el continent, sovint de relleu suau i d'amplada molt variable. És una zona de gran diversitat biològica i s'hi dona la major producció biològica marina. Podrien considerar-se els marges dels continents. Mar endins, pendents enormes porten cap a les zones més profundes.

## Origen i estructura
Les plataformes continentals es van formar entre períodes glacials a mesura que l'oceà fluïa sobre els continents formant zones poc profundes al llarg de les costes. Fa uns 18.000 anys, durant l'apogeu de les edats glacials del Plistocè, gran part del que ara és una plataforma continental estava llavors sobre l'aigua.
L'acabament dels continents, allà on no és sobtat, sovint es considera dividit en plataforma continental o estran (en strand), amb un gradient o pendent generalment molt suau de 0,1º, i talús continental (cantó o vora) més escarpat. Les plataformes continentals ocupen el 7,5 per cent dels oceans, mentre que els talussos continentals superen lleugerament aquest percentatge.
L'amplada mitjana de les plataformes continentals és d'uns 65 km. Gairebé a tot arreu, les plataformes representen simplement una continuació de la massa continental sota els marges de l'oceà. En conseqüència, són estretes, aspres i escarpades on hi ha costes altes o muntanyoses, però amples i anivellades a les costes baixes o planes. La plataforma al llarg de la costa occidental muntanyosa dels Estats Units, per exemple, és estreta, mesura només uns 32 km d'amplada, mentre que la que voreja la costa oriental s'estén per més de 120 km. d'amplada. La plataforma continental és ampla al nord-oest d'Europa, i al nord de Sibèria, a la mar de la Xina, al golf de Carpentària i a l'est de nord-Amèrica. A la costa mediterrània arriba als 100 km.
En la plataforma continental es poden diferenciar dues zones, la zona proximal i la zona distal. La zona proximal és la més pròxima al litoral i està influïda per la sedimentació procedent del continent. Els materials són detrítics, sobretot margues. La zona distal es troba lluny de les aportacions detrítiques continentals, amb aigües més netes; això permet la instal·lació d'esculls coral·lins. La gran quantitat d'organismes que conté permet una potent sedimentació calcària.
Dintre de la plataforma, la isòbata de 50 metres és el límit de la zona litoral. El talús continental presenta un pendent molt fort i el seu límit s'ha establert en la isòbata de 2000 metres. Els fons de profunditat superior als 2000 metres constitueixen les planes abissals.

## Distribució geogràfica

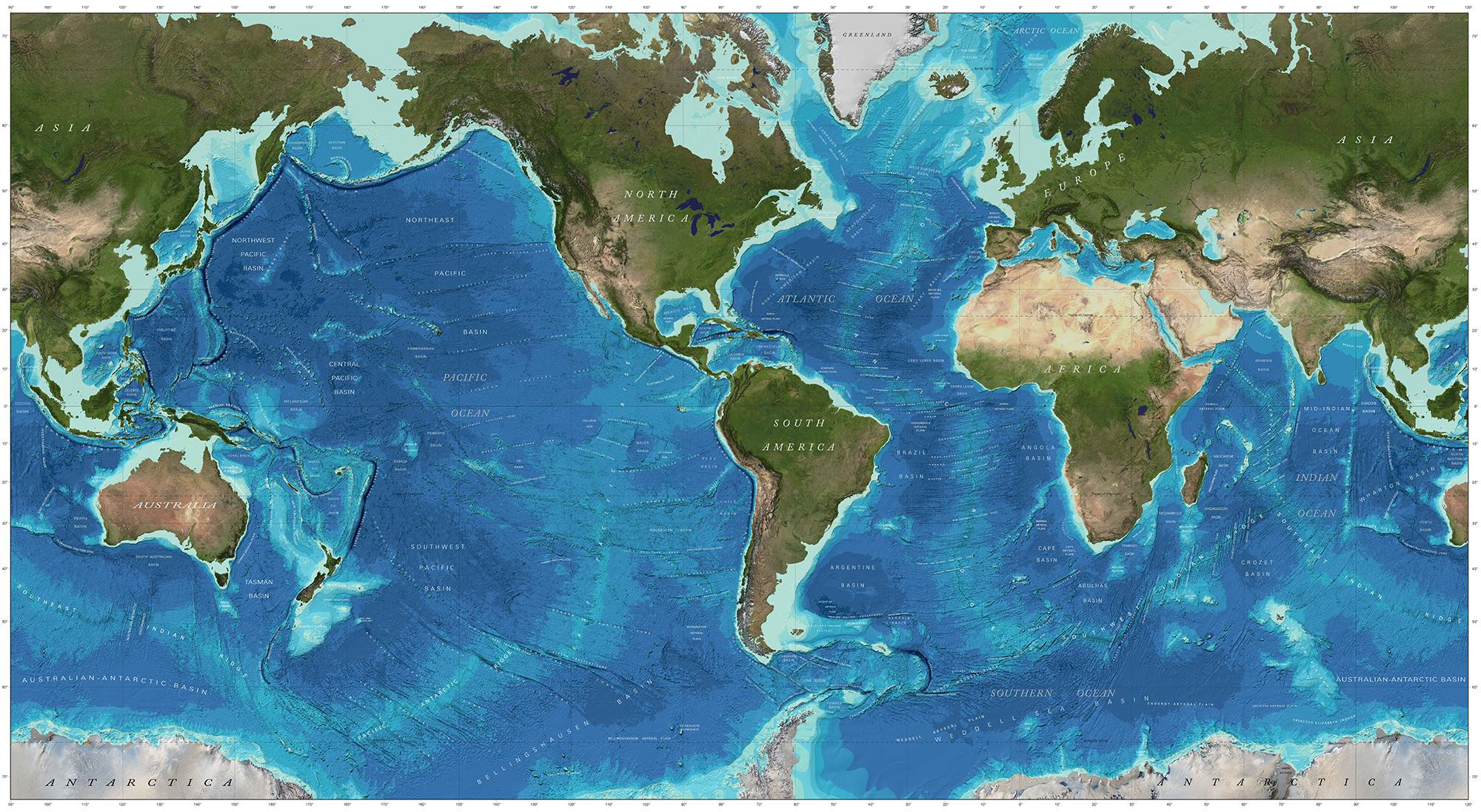
Plataformes continentals globals, mostrades en color celeste.

Les plataformes continentals cobreixen una àrea d'uns 27 milions de km2, cosa que equival a un 7 per cent de la superfície dels oceans. L'amplada de la plataforma continental varia considerablement: no és estrany que una zona no tingui pràcticament cap plataforma, sobretot quan la vora davantera d'una placa oceànica en avanç se submergeix sota l'escorça continental en una zona de subducció en alta mar, com passa a la costa de Xile o a la costa occidental de Sumatra. La plataforma més gran, la de Sibèria, a l'oceà Àrtic, té una amplada de 1.500 quilòmetres. El Mar de la Xina Meridional s'estén sobre una altra extensa zona de plataforma continental, la Plataforma de Sonda, que uneix Borneo, Sumatra i Java amb el continent asiàtic. Altres masses d'aigua conegudes que recobreixen les plataformes continentals són el mar del Nord i el golf Pèrsic. L'amplada mitjana de les plataformes continentals és d'uns 80 km. La profunditat de la plataforma també varia, però en general es limita a aigües de menys de 100 m. El pendent de la plataforma sol ser força baix, de l'ordre de 0,5°; el relleu vertical també és mínim, de menys de 20 m.
Si bé la plataforma continental és analitzada com una província fisiogràfica de l'oceà, no forma part de la pròpia conca oceànica profunda, sinó dels marges inundats del continent. Els marges passius continentals com ara la majoria de les costes de l'Atlàntic, tenen plataformes amples i poc profundes, a base de gruixudes capes de dipòsits sedimentaris producte d'importants processos erosius del continent adjacent. Els marges continentals actius tenen plataformes estretes relativament pronunciades, a causa de terratrèmols freqüents que desplacen el sediment cap a les profunditats marines.
| Oceà                        | Marge mitjà actiu (km) | Marge màxim actiu (km) | Marge mitjà passiu (km) | Marge màxim passiu (km) | Marge mitjà total (km) | Marge màxim total (km) |
| --------------------------- | ---------------------- | ---------------------- | ----------------------- | ----------------------- | ---------------------- | ---------------------- |
| Oceà Àrtic                  | 0                      | 0                      | 104.1 ± 1.7             | 389                     | 104.1 ± 1.7            | 389                    |
| Oceà Índic                  | 19 ± 0.61              | 175                    | 47.6 ± 0.8              | 238                     | 37 ± 0.58              | 238                    |
| Mar Mediterrani i mar Negre | 11 ± 0.29              | 79                     | 38.7 ± 1.5              | 166                     | 17 ± 0.44              | 166                    |
| Oceà Atlàntic Nord          | 28 ± 1.08              | 259                    | 115.7 ± 1.6             | 434                     | 85 ± 1.14              | 434                    |
| Oceà Pacífic Nord           | 39 ± 0.71              | 412                    | 34.9 ± 1.2              | 114                     | 39 ± 0.68              | 412                    |
| Oceà Atlàntic Sud           | 24 ± 2.6               | 55                     | 123.0 ± 2.5             | 453                     | 104 ± 2.4              | 453                    |
| Oceà Pacífic Sud            | 214 ± 2.86             | 357                    | 96.1 ± 2.0              | 778                     | 110 ± 1.92             | 778                    |
| Suma dels Oceans            | 31 ± 0.4               | 412                    | 88.2 ± 0.7              | 778                     | 57 ± 0.41              | 778                    |

## Diversitat i explotació de recursos
El marge continental és una combinació de la plataforma continental i el talús, que formen un paisatge marí variat amb canyons submarins tallats pels corrents de terbolesa. Els corrents de terbolesa també són responsables de l'ascens continental o del pendent gradual de la plataforma continental cap a la plana abissal. Les plataformes continentals són un oasi a l'oceà per a les plantes i animals a causa de l'abundància de llum solar, aigües poc profundes i sediments plens de nutrients que arriben dels rius, l'acció de les ones i, en algunes zones, la surgència d'aigües. A més de la gran quantitat de vida bentònica, la plataforma continental acull una varietat de peixos. Existeix una gran dependència dels recursos de les plataformes continentals, ja que proporciona el 90% de la producció pesquera del món i també importants reserves potencialment explotables de gas i petroli.

## Criteris per a l'establiment dels límits exteriors, Nacions Unides
La definició de la plataforma continental i els criteris pels quals un estat riberenc pot establir els límits exteriors de la seva plataforma continental s'estableixen a l' article 76 de la Convenció de les Nacions Unides sobre el Dret de la Mar de 1982 (UNCLOS III) que va entrar en vigor el 1994.
El terme «plataforma continental» és emprat generalment pels geòlegs per referir-se a aquella part del marge continental que es troba entre la línia de costa i el trencament de la plataforma o, on no hi ha un pendent notable, entre la línia de la costa i el punt on la profunditat de l'aigua arriba entre els 100 i 200 metres aproximadament. Tanmateix, aquest terme s'utilitza a l'article 76 com a terme jurídic. Segons la Convenció, la plataforma continental d'un estat costaner comprèn la prolongació submergida del territori terrestre de l'estat costaner: el fons marí i el subsòl de les zones submarines que s'estenen més enllà del seu mar territorial fins a la vora exterior del marge continental, o una distància de 200 milles nàutiques allà on la vora exterior del marge continental no s'estén fins a aquesta distància. El marge continental està format pel fons marí i subsòl de la plataforma, el talús i el pendent. No inclou el fons oceànic profund amb les seves dorsals oceàniques ni el subsòl d'aquests.
D'acord amb l'article 76, l'estat riberenc pot establir els límits exteriors de la seva plataforma jurídica continental sempre que el marge continental s'estengui més enllà de les 200 milles nàutiques, establint el peu del talús continental, complint els requisits de l'article 76, apartats 4-7 de la Convenció.
Així, la plataforma continental d'un estat costaner comprèn el fons marí i el seu subsòl que s'estenen més enllà dels límits del seu mar territorial al llarg de la prolongació natural del seu territori terrestre fins a la vora exterior del marge continental, o fins a una distància de 200 milles des del línies de base a partir de les quals es mesura el mar territorial, on la vora exterior del marge continental no s'estén fins a aquesta distància.
En els casos en què el marge continental s'estén més de 200 milles, les nacions poden reclamar jurisdicció fins a 350 milles des de la línia de base o 100 milles des dels 2.500 metres de profunditat, depenent de certs criteris com ara el gruix dels dipòsits sedimentaris. Aquests drets no afectarien l'estatus jurídic de les aigües ni el de l'espai aeri sobre la plataforma continental.

## Dret i jurisdicció
Un estat costaner té drets sobirans i jurisdicció exclusiva sobre la seva plataforma continental amb la finalitat d'explorar-la i explotar els seus recursos naturals. Els recursos naturals de la plataforma continental consisteixen en els recursos minerals i altres recursos no vius del fons marí i del subsòl juntament amb organismes vius pertanyents a espècies sedentàries, és a dir, organismes que en l'etapa de recol·lecció estan immòbils sobre o sota el fons marí o no es poden moure excepte en contacte físic constant amb el fons o subsòl marí.